# Kristian House
Kristian House (Canterbury, 6 oktober 1979) is een voormalig Britse wielrenner.

## Palmares

### Baanwielrennen
| Jaar      | BK            | EK        | WK        | Overig    |
| Als elite | Als elite     | Als elite | Als elite | Als elite |
| --------- | ------------- | --------- | --------- | --------- |
| 2002      | achtervolging |           |           |           |
| 2003      | ploegkoers    |           |           |           |
| 2002      | achtervolging |           |           |           |

### Wegwielrennen
2003
- 7e etappe Herald Sun Tour

2006
- 3e etappe Ronde van Bretagne
- Eindklassement FBD Insurance Rás

2009
- Brits kampioen op de weg, Elite

2010
- 6e etappe Ronde van Japan

2011
- 1e etappe Ronde van Zuid-Afrika
- Eindklassement Ronde van Zuid-Afrika
- 6e etappe Ronde van León

2014
- Proloog Mzansi Tour (TTT)
- Beaumont Trophy

2016
- 3e etappe New Zealand Cycle Classic
- 7e etappe Ronde van Korea

2017
- 1e etappe Ronde van Midden-Nederland (TTT)

## Ploegen
- 2003 -  Colombia-Selle Italia (stage vanaf 1/09)
- 2006 -  Recycling.co.uk
- 2007 -  Navigators Insurance
- 2008 -  Rapha Condor-Recycling.co.uk
- 2009 -  Rapha Condor
- 2010 -  Rapha Condor-Sharp
- 2011 -  Rapha Condor-Sharp
- 2012 -  Rapha Condor
- 2013 -  Rapha Condor JLT
- 2014 -  Rapha Condor JLT
- 2015 -  JLT Condor
- 2016 -  ONE Pro Cycling
- 2016 -  ONE Pro Cycling
- 2017 -  ONE Pro Cycling